# La panne. Una storia ancora possibile
La panne. Una storia ancora possibile è un romanzo del 1956 scritto da Friedrich Dürrenmatt portato spesso in scena a teatro.

## Contenuto
Come in altri suoi romanzi e racconti, l'intento dell'autore - che si chiede in incipit se vi siano "ancora delle storie possibili, delle storie per scrittori" - è quello di dimostrare che i meccanismi investigativi e giudiziari dello stato sono sostanzialmente incapaci di giungere alla verità umana. Viceversa, alcuni comportamenti, di fatto umanamente negativi, non vengono percepiti come "colpevoli" dalla giustizia umana.
È il caso del protagonista, appunto, che più o meno inconsapevolmente ha provocato la morte di un uomo. Traps è moralmente colpevole, tuttavia il suo delitto, tecnicamente, non sarebbe dimostrabile né tantomeno punibile da un vero tribunale.
È proprio Zorn (ira o collera in tedesco) il pubblico ministero che nel gioco accuserà Traps, ad affermare che si tratta di un delitto “perpetrato in modo così raffinato da essere brillantemente sfuggito, è ovvio, alla giustizia dello Stato”. In quell'inciso “è ovvio” c'è tutto il pessimismo di Dürrenmatt nei confronti della giustizia, nel suo intero corso, dalla indagine fino al processo.
Ma i quattro vecchietti, fra una risata e l'altra, arrivano comunque alla verità, una verità esclusivamente umana, etica, non certo processuale poiché, come afferma il giudice del racconto, “noi quattro qui seduti a questo tavolo siamo ormai in pensione e perciò ci siamo liberati dell'inutile peso delle formalità, delle scartoffie, dei verbali, e di tutto il ciarpame dei tribunali. Noi giudichiamo senza riguardo alla miseria delle leggi e dei commi.”
Un giudizio, quindi, che solo una volta liberato dagli ingranaggi del sistema giudiziario può arrivare al cuore della verità, poiché la giustizia vera non si identifica con quella voluta dai legislatori; le regole, le norme che i commissariati, le prefetture, i tribunali impongono talvolta si scontrano con un autentico spirito di giustizia.
I quattro vecchi godono del loro gioco proprio perché con esso hanno la possibilità di sperimentare una ricerca della giustizia autentica, non formale e codificata, perché hanno la libertà di arrivare alla verità più vera e umana, e di arrivarci persino in allegria, per quanto drammatica tale verità possa rivelarsi.

## Il titolo
Il titolo rappresenta il messaggio di fondo del racconto: com'è scritto nel primo capitolo di introduzione, anche una banale panne automobilistica rappresenta quanto un piccolo incidente possa cambiare il corso di un'esistenza. Nel mondo moderno, sostiene l'autore in questo suo prologo, il gesto di un solo individuo può scatenare conseguenze a catena persino a livello universale, ed a maggior ragione, quindi, il caso condiziona fortemente le vicende di ogni singolo uomo, nel suo mondo privato.
"Non vi è più un Dio che incomba, una giustizia, un fato come nella Quinta Sinfonia; la minaccia viene dagli incidenti stradali, da dighe che crollano per difetti di costruzione, dallo scoppio di fabbriche di bombe atomiche per la distrazione di un addetto ai laboratori, dall'errata regolazione di incubatrici. La nostra strada passa per questo mondo di contrattempi (...)".
D'altronde il tema della casualità che domina gli eventi umani è frequente nelle opere di Dürrenmatt. È il caso che manda all'aria tanto i piani criminali quanto le più sofisticate congetture investigative, come accade ad esempio nel suo romanzo La promessa.

## Trama
Con questo breve romanzo lo scrittore svizzero propone un racconto piuttosto surreale preceduto da un breve capitolo, nel quale espone le proprie riflessioni sul motivo dello scrivere (suo personale e universale) e su quanto il mondo d'oggi sia in balìa  di banali incidenti.
Protagonista del racconto è Alfredo Traps, rappresentante di articoli tessili, che sta viaggiando per lavoro in un'indefinita parte della Svizzera, quando la sua automobile, una lussuosa Studebaker, smette di funzionare: inizialmente non dispiace a Traps di passare una notte fuori casa, sperando in qualche piacevole avventura.
Riesce così ad essere ospitato per la nottata a casa di un giudice in pensione che, vivendo solo, offre gratuitamente l'alloggio in cambio di un poco di compagnia. Il padrone di casa annuncia inoltre che avrà dei colleghi (anche loro pensionati) a cena, con i quali è solito passare il tempo simulando processi storici o, in presenza d'ospiti come Traps, processandoli. Alfredo, per quanto confuso, è entusiasta di prendervi parte, per divertirsi anche lui in questo gioco.
A cena, tra ottimi piatti e del buon vino, Traps inizia a chiacchierare ed a raccontare di sé nel modo più sincero, rivelando i suoi molti rancori nei confronti del suo ex-principale, un certo Gygax che era casualmente morto poco prima che Traps prendesse il suo posto. Dopo un certo tempo scopre, però, che il processo, in cui lui fa la parte dell'imputato, è già iniziato ed è stato accusato dell'omicidio del suo principale. Scopre anche che c'è regolarmente un avvocato difensore e, soprattutto, un boia nel caso di condanna a morte.
Il processo oscilla tra gioco e realtà: mentre gli ospiti diventano sempre più euforici ed iniziano a festeggiare per la strabiliante sincerità dell'imputato, egli, coinvolto dalla situazione, si comporta in modo surreale, giungendo persino a ringraziare il giudice per la definitiva sentenza di condanna a morte.
Conclusosi il processo, tutti completamente ubriachi si addormentano.
La mattina successiva i pensionati, recandosi nella stanza di Traps, lo trovano impiccato fuori dalla finestra.
Il processo si rivela, quindi, in tutta la sua cruda realtà di gioco.
(Ultima frase del romanzo)
In una successiva versione radiofonica dello stesso racconto di Dürrenmatt, contenuta nella sua serie dei Radiodrammi (1961), il protagonista, che s'era solo addormentato, al risveglio riprenderà il suo viaggio e la vita di sempre, rimuovendo in qualche modo il suo senso di colpa.

## Adattamenti

### Cinema
Nel 1972 uscì nelle sale anche un film ispirato al racconto di Dürrenmatt, una produzione italo-francese, intitolato La più bella serata della mia vita. La differenza di titolo è ispirata all'ultima frase del romanzo. Il film è liberamente rimaneggiato soprattutto nel finale.

### Teatro
Nel 2005 un altro adattamento teatrale, è stato messo in scena con il titolo Rinascere all'alba, nell'ambito della rassegna letteraria Bagliori d'autore, dedicata a Dürrenmatt.
Nel 2008, per la regia di Armando Pugliese, fu portata in scena una versione interpretata da Gianmarco Tognazzi e Bruno Armando.
Nel 2018, col titolo di La Panne, su adattamento e traduzione di Eugenio Bernardi, viene messo in scena con la collaborazione di Il Contato/Teatro Giacosa di Ivrea e Liberipensatori "Paul Valéry" e regia di Oliviero Corbetta.

## Edizioni italiane
- La panne. Una storia ancora possibile, traduzione di Eugenio Bernardi, Collana Nuovi Coralli n.37, Torino, Einaudi, 1972. - Milano, Euroclub, 1982; in Un requiem per il romanzo giallo, Collana ETascabili, Einaudi, 1991; Edizioni Scolastiche Bruno Mondadori, 1996; Collana L'Arcipelago, Einaudi, 2007.
- La panne. Una storia ancora possibile, traduzione di Eugenio Bernardi riveduta dal curatore Roberto Cazzola, Collana Piccola Biblioteca n.657, Milano, Adelphi, 2014, ISBN 978-88-459-2870-3.